# 토머스 맥코믹
토머스 J. 맥코믹(영어: Thomas J. McCormick, 1933년 3월 6일~2020년 7월 25일)은 미국의 역사가이다. 위스콘신 대학교 매디슨의 명예교수이며, 학교로부터 위스콘신 학생회 우수교육상 등을 수상했다.
2023년 12월 4일, 그가 죽자 위스콘신 대학교 매디슨 상원 교수진은 그의 교수 경력과 삶을 기리는 추모 결의안을 통과시켰다.

## 추가 읽기
- James G. Morgan, Into New Territory: American Historians and the Concept of American Imperialism. Madison, WI: University of Wisconsin Press, 2014.
- In Memoriam: Thomas J. McCormick 보관됨 2023-06-20 - 웨이백 머신 by Lloyd Gardner and Walter LaFeber